# Macul
Macul är en kommun i Chile.   Den ligger i provinsen Provincia de Santiago och regionen Región Metropolitana de Santiago, i den södra delen av landet. Huvudstaden Santiago de Chile ligger i Macul.
Runt Macul är det i huvudsak tätbebyggt. Runt Macul är det mycket glesbefolkat, med 7 invånare per kvadratkilometer.